# Армавир-Ростовский
Армави́р-Росто́вский (разг. Армави́р-1) — узловая железнодорожная станция Туапсинского региона Северо-Кавказской железной дороги, находящаяся в городе Армавире Краснодарского края.

## История
В 1875 году в Армавире, тогда имевшем статус аула (с 1876 года село с населением 4603 человек), было построено первое здание вокзала станции Армавир 3 класса Ростово-Владикавказской железной дороги. Это было небольшое каменное одноэтажное здание с двумя пассажирскими платформами. Сохранились две фотографии 1875 года этого вокзала, которые были включены в специально изданный «Альбом видов Ростово-Владикавказской железной дороги 1872—1875 гг», выпущенный по случаю открытия дороги 2(14) июля 1875 года. На её территории построили кирпичное здание пассажирского вокзала и оборудовали небольшое депо для смены и ремонта паровозов на 2 стойла (нынешнее место багажного отделения). Кроме того, непосредственно около платформы установили водонапорную башню, куда поступала вода из Кубани. Армавир практически сразу занял четвёртое место среди станций магистрали по количеству переправляемых товаров.
Во время Великой Отечественной войны в этих местах шли ожесточённые бои, на станции не уцелело ни одного помещения. Нынешнее здание вокзала Армавир-Ростовский построено и введено в эксплуатацию в 1951 году. Сохранилась легенда, что на станции останавливался И. В. Сталин и, увидев разрушения на вокзале, распорядился: «Здесь надо построить большой вокзал». Когда здесь мог быть Сталин? Только по пути на международную Тегеранскую конференцию в ноябре 1943 года. Из рассекреченных документов известно, что литерный поезд № 501 Верховного Главнокомандующего следовал по маршруту Москва — Сталинград — Сальск — Тихорецкая — Баку. Значит, путь пролегал по освобождённой территории, через станцию Тихорецкую, на Армавир, Минводы, далее в Закавказье. Маршрут обеспечили беспрецедентными мерами безопасности. Операцией руководил лично нарком внутренних дел Лаврентий Берия, который находился в одном из вагонов поезда.
И вот подтверждение, что Генералиссимус был на станции Армавир-Ростовский: «… в пунктах остановок поезда, за исключением Рязани, закрытая телефонная ВЧ-связь с Москвой отсутствовала. В результате чего, 24 и 25 ноября Верховный Главнокомандующий не мог связаться со своей ставкой по телефону из Сталинграда, Армавира и Минеральных Вод…», — читаем в рассекреченном документе. И, действительно, сохранился документ 1944 г. «Восстановление вокзала на станции Армавир Северо-Кавказской железной дороги. Проектное задание».
Железнодорожный вокзал строили с размахом. Это заметно по архитектуре и внутреннему убранству здания в стиле сталинского ампира и соцреализма.
В 2003 году художник-реставратор Василий Силантьев установил имена авторов настенных росписей, украшающих интерьер помещения вокзального ресторана под народным названием «Чердак», долгие годы радовавшего гостей и жителей города. Ими оказались известные советские художники-монументалисты Е.Лансере и Л.Фейенберг. В зале ресторана Армавирского вокзала, на одном из полотен сохранились фамилии авторов и дата: «24. XII. 1950 г».
Общая площадь вокзального комплекса составляет более 10,6 тыс. м2. В летний период на вокзал прибывают до 16 пар поездов в сутки, в зимний период — 9 пар. В среднем, в сутки с вокзала отправляются в дальнем и местном сообщении более 320 человек, в пригородном сообщении до 450 человек.

## Вокзал
В здании вокзала имеются кассовые залы, зал ожидания и зал повышенной комфортности, справочное бюро, камера хранения, справочно-информационный стенд, комнаты длительного отдыха, комната матери и ребёнка, фитнес-центр.

## Пассажирское сообщение по станции

### Направления поездов дальнего следования
| Страна               | Пункт назначения |
| -------------------- | --- |
| Российская Федерация | Адлер, Анапа, Владикавказ, Грозный, Екатеринбург, Кисловодск, Краснодар, Махачкала, Москва-Казанская, Москва-Павелецкая, Назрань, Нальчик, Новокузнецк, Новороссийск, Орск, Ростов-на-Дону, Санкт-Петербург, Симферополь, Тында |

### Направления поездов пригородного сообщения
| Страна               | Пункт назначения                                                                                        |
| -------------------- | --- |
| Российская Федерация | Армавир-Туапсинский, Белореченская, Кавказская, Краснодар, Минеральные Воды, Невинномысская, Тихорецкая |

По состоянию на июнь 2022 года по станции курсируют следующие поезда пригородного сообщения:
| Пригородное сообщение | Пригородное сообщение            | Пригородное сообщение | Пригородное сообщение            |
| № поезда              | Маршрут движения                 | № поезда              | Маршрут движения                 |
| --------------------- | -------------------------------- | --------------------- | -------------------------------- |
| 6216/6215             | Армавир-Туапсинский — Тихорецкая | 6224/6223             | Тихорецкая — Армавир-Туапсинский |
| 6221/6735             | Армавир — Краснодар              | 6728/6220             | Краснодар — Армавир              |
| -                     | -                                | 6226/6230/6818        | Кавказская — Невинномысская      |
| 6247/6727             | Армавир — Краснодар              | 6732/6248             | Краснодар — Армавир              |
| 6329/6331/6337/6339   | Минеральные Воды — Краснодар     | 6340/6338/6336/6334   | Краснодар — Минеральные Воды     |
| 6833/6219/6217        | Минеральные Воды — Кавказская    | -                     | -                                |
| 6963                  | Армавир — Белореченская          | 6962                  | Белореченская — Армавир          |

По состоянию на июнь 2022 года по станции курсируют следующие поезда дальнего следования:
| Дальнее следование               | Дальнее следование               | Дальнее следование               | Дальнее следование               |
| № поезда                         | Маршрут движения                 | № поезда                         | Маршрут движения                 |
| Круглогодичное обращение поездов | Круглогодичное обращение поездов | Круглогодичное обращение поездов | Круглогодичное обращение поездов |
| -------------------------------- | -------------------------------- | -------------------------------- | -------------------------------- |
| 3 «Кавказ» 2-этажный             | Кисловодск — Москва              | 4 «Кавказ» 2-этажный             | Москва — Кисловодск              |
| 33 «Осетия»                      | Владикавказ — Москва             | 34 «Осетия»                      | Москва — Владикавказ             |
| 49                               | Кисловодск — Санкт-Петербург     | 50                               | Санкт-Петербург — Кисловодск     |
| 59                               | Кисловодск — Новокузнецк         | 60                               | Новокузнецк — Кисловодск         |
| 61 «Эльбрус»                     | Нальчик — Москва                 | 62 «Эльбрус»                     | Москва — Нальчик                 |
| 97                               | Кисловодск — Тында               | 98                               | Тында — Кисловодск               |
| 111                              | Кисловодск — Орск                | 112                              | Орск — Кисловодск                |
| 135                              | Махачкала — Санкт-Петербург      | 136                              | Санкт-Петербург — Махачкала      |
| 145 «Ингушетия»                  | Назрань — Москва                 | 146 «Ингушетия»                  | Москва — Назрань                 |
| 213                              | Кисловодск — Москва              | 214                              | Москва — Кисловодск              |
| 251                              | Владикавказ — Санкт-Петербург    | 252                              | Санкт-Петербург — Владикавказ    |
| 381                              | Грозный — Москва                 | 382                              | Москва — Грозный                 |
| 425 «Таврия»                     | Кисловодск — Симферополь         | 426 «Таврия»                     | Симферополь — Кисловодск         |
| 445                              | Кисловодск — Екатеринбург        | 446                              | Екатеринбург — Кисловодск        |
| 643 «Фирменный»                  | Кисловодск — Адлер               | 644 «Фирменный»                  | Адлер — Кисловодск               |
| 677                              | Владикавказ — Новороссийск       | 678                              | Новороссийск — Владикавказ       |
| 679                              | Владикавказ — Адлер              | 680                              | Адлер — Владикавказ              |
| 809 «Ласточка»                   | Кисловодск — Ростов-на-Дону      | 810 «Ласточка»                   | Ростов-на-Дону — Кисловодск      |
| 809/817 «Ласточка»               | Кисловодск — Краснодар           | 818 «Ласточка»                   | Краснодар — Кисловодск           |
| Сезонное обращение поездов       |                                  |                                  |                                  |
| 607                              | Владикавказ — Анапа              | 608                              | Анапа — Владикавказ              |